# Liste des dépôts et stations de la SNCV
Pour les types de bâtiments utilisés par la SNCV voir Types de bâtiments de la SNCV.
Liste des dépôts et stations de la Société nationale des chemins de fer vicinaux (SNCV).

## Anvers
Nom : (gare) : quand le dépôt ou la station est accolé ou proche d'une gare.
Type : D : dépôt , S : station , Sf : si la station sert de gare douanière à la frontière , Sp : si la station est établie dans un bâtiment privé le plus souvent un café ou plus rarement une habitation privée.
| Illustration | Nom                      | Type | Commune            | Localisation                | Capital | Ligne ou groupe                                     | État                                  | Remarques                                        |
| ------------ | ------------------------ | ---- | ------------------ | --------------------------- | ------- | --------------------------------------------------- | ------------------------------------- | ------------------------------------------------ |
|              | Anvers Zurenborg         | DS   | Anvers (Zurenborg) | 51° 12′ 21″ N, 4° 26′ 01″ E |         | Réseau d'Anvers                                     | Démoli, devenu dépôt de bus.          |                                                  |
|              | Blauwhoef                | D    | Berendrecht        | 51° 19′ 11″ N, 4° 19′ 57″ E |         | Réseau d'Anvers                                     | Démoli.                               |                                                  |
|              | Brasschaat Polygoon      | D    | Brasschaat         | 51° 19′ 42″ N, 4° 31′ 30″ E |         | Réseau d'Anvers                                     | Démoli.                               |                                                  |
|              | Brecht                   | S    | Brecht (Belgique)  | 51° 20′ 54″ N, 4° 38′ 20″ E |         |                                                     | Hors service.                         |                                                  |
|              | Heist-op-den-Berg (gare) | D    | Heist-op-den-Berg  | 51° 04′ 25″ N, 4° 42′ 29″ E |         | - Réseau de Malines - Heist-op-den-Berg - Zandhoven | En partie démoli, en service De Lijn. |                                                  |
|              | Malines                  | D    | Malines            | 51° 02′ 13″ N, 4° 28′ 08″ E |         | Réseau de Malines                                   | En service De Lijn.                   |                                                  |
|              | Meersel-Dreef            | S    | Meersel-Dreef      | 51° 29′ 38″ N, 4° 46′ 25″ E |         |                                                     | Hors service.                         |                                                  |
|              | Merksem                  | D    | Merksem            | 51° 14′ 49″ N, 4° 27′ 20″ E |         | Réseau d'Anvers                                     | Hors service.                         |                                                  |
|              | Mol (gare)               | D    | Mol (Belgique)     | 51° 11′ 29″ N, 5° 06′ 59″ E |         |                                                     | Démoli.                               |                                                  |
|              | Oostmalle (dépôt)        | D    | Oostmalle          | 51° 18′ 05″ N, 4° 43′ 20″ E |         | Réseau d'Anvers                                     | Hors service.                         |                                                  |
|              | Oostmalle (station)      | S    | Oostmalle          | 51° 18′ 05″ N, 4° 43′ 46″ E |         | Réseau d'Anvers                                     | En service De Lijn.                   |                                                  |
|              | Rumst                    | DS   | Rumst              | 51° 04′ 44″ N, 4° 25′ 25″ E |         | Réseau d'Anvers                                     | En service De Lijn.                   |                                                  |
|              | Turnhout (gare)          | D    | Turnhout           | 51° 19′ 19″ N, 4° 56′ 04″ E |         | Réseau d'Anvers                                     | En service De Lijn.                   |                                                  |
|              | Westerlo                 | D    | Westerlo           | 51° 05′ 04″ N, 4° 54′ 41″ E |         |                                                     | En service De Lijn.                   |                                                  |
|              | Westmalle                | D    | Westmalle          | 51° 17′ 49″ N, 4° 41′ 04″ E |         | Réseau d'Anvers                                     | Hors service.                         |                                                  |
|              | Zandhoven                | D    | Zandhoven          | 51° 12′ 52″ N, 4° 39′ 22″ E |         | - Réseau d'Anvers ; - Heist-op-den-Berg - Zandhoven | Hors service.                         |                                                  |
|              | Zandvliet (douane)       | Sf   | Zandvliet          | 51° 21′ 51″ N, 4° 18′ 27″ E |         | Réseau d'Anvers                                     | Démolie.                              | Gare douanière pour le trafic avec les Pays-Bas. |

## Brabant
Nom : (gare) : quand le dépôt ou la station est accolé ou proche d'une gare.
Type : D : dépôt , S : station , Sf : si la station sert de gare douanière à la frontière , Sp : si la station est établie dans un bâtiment privé le plus souvent un café ou plus rarement une habitation privée.
| Illustration       | Nom                        | Type | Commune                  | Localisation                | Capital | Ligne ou groupe                                                                                          | État                                   | Remarques                                                           |
| ------------------ | -------------------------- | ---- | ------------------------ | --------------------------- | ------- | --- | -------------------------------------- | ------------------------------------------------------------------- |
|                    | Aarschot (gare)            | DS   | Aarschot                 | 50° 58′ 55″ N, 4° 49′ 23″ E |         | 276, 305A, 305B                                                                                          | En service De Lijn.                    |                                                                     |
|                    | Archennes                  | D    | Archennes                | 50° 44′ 52″ N, 4° 41′ 22″ E |         | 313 | Hors service.                          |                                                                     |
|                    | Asse (gare)                | D    | Asse                     | 50° 54′ 25″ N, 4° 12′ 28″ E | 120     | 385 puis Al                                                                                              | Démoli.                                |                                                                     |
|                    | Beauvechain                | S    | Beauvechain              | 50° 46′ 33″ N, 4° 46′ 21″ E |         | 296, 311                                                                                                 | Hors service.                          |                                                                     |
|                    | Rue d'Eloy (de la)         | D    | Anderlecht               | 50° 50′ 07″ N, 4° 19′ 45″ E |         | Réseau de Bruxelles                                                                                      | Démoli.                                |                                                                     |
|                    | Braine-l'Alleud (gare)     | S    | Braine-l'Alleud          | 50° 41′ 07″ N, 4° 22′ 36″ E |         | Réseau de Bruxelles                                                                                      | Démoli.                                | Bâtiment côté est des voies du chemin de fer, gare SNCB côté ouest. |
|                    | Chastre (gare)             | D    | Chastre                  | 50° 36′ 22″ N, 4° 39′ 04″ E |         | 324, 325                                                                                                 | En service TEC.                        |                                                                     |
|                    | Diegem                     | D    | Diegem                   | 50° 54′ 02″ N, 4° 26′ 30″ E |         | Réseau de Bruxelles                                                                                      | Démoli.                                |                                                                     |
|                    | Dilbeek                    | D    | Dilbeek                  | 50° 50′ 37″ N, 4° 15′ 18″ E |         | Réseau de Bruxelles                                                                                      | En service De Lijn.                    |                                                                     |
|                    | Dongelberg                 | S    | Dongelberg               | 50° 41′ 41″ N, 4° 48′ 55″ E |         | 313, 325                                                                                                 | Hors service                           |                                                                     |
|                    | Evere                      | D    | Evere                    | 50° 51′ 32″ N, 4° 25′ 03″ E |         | Réseau de Bruxelles                                                                                      | En partie détruit, en service De Lijn. |                                                                     |
|                    | Ezemaal                    | S    | Ezemaal                  | 50° 46′ 20″ N, 4° 59′ 44″ E |         | 315 | Hors service                           |                                                                     |
|                    | Grez-Doiceau               | S    | Grez-Doiceau             | 50° 44′ 13″ N, 4° 42′ 08″ E |         | 313 | Hors service                           |                                                                     |
|                    | Grimbergen                 | DS   | Grimbergen               | 50° 56′ 09″ N, 4° 21′ 46″ E |         | Réseau de Bruxelles                                                                                      | En service De Lijn.                    |                                                                     |
|                    | Haacht (gare)              | D    | Haacht                   | 50° 57′ 57″ N, 4° 36′ 47″ E |         | Bruxelles : H (Porte de Schaerbeek) ; Autres lignes : 305/2                                              | En service De Lijn.                    |                                                                     |
|                    | Hoeilaart                  | S    | Hoeilaart                | 50° 46′ 04″ N, 4° 28′ 28″ E | 55      | 293 | Hors service                           |                                                                     |
|                    | Humbeek                    | D    | Humbeek                  | 50° 58′ 27″ N, 4° 23′ 14″ E |         | Réseau de Bruxelles                                                                                      | Hors service                           |                                                                     |
|                    | Jodoigne (gare)            | D    | Jodoigne                 | 50° 43′ 35″ N, 4° 52′ 40″ E |         | - 296, 311, 313, 315                                                                                     | En service TEC.                        |                                                                     |
|                    | Kessel-Lo                  | D    | Louvain (Kessel-Lo)      | 50° 53′ 08″ N, 4° 44′ 32″ E |         | Louvain                                                                                                  | En service De Lijn.                    |                                                                     |
|                    | La Roue                    | D    | Anderlecht               | 50° 49′ 16″ N, 4° 17′ 36″ E |         | Réseau de Bruxelles                                                                                      | En service De Lijn.                    |                                                                     |
|                    | Lasne                      | DS   | Lasne                    | 50° 41′ 09″ N, 4° 28′ 55″ E |         | Braine-l'Alleud - Wavre puis W Bruxelles - Braine-l'Alleud / Wavre                                       | hors service                           |                                                                     |
|                    | Leerbeek                   | D    | Leerbeek                 | 50° 46′ 53″ N, 4° 07′ 16″ E |         | Réseau de Bruxelles                                                                                      | En service De Lijn.                    |                                                                     |
|                    | Lennik-Saint-Quentin       | D    | Lennik-Saint-Quentin     | 50° 48′ 29″ N, 4° 09′ 21″ E |         | Réseau de Bruxelles                                                                                      | Hors service.                          |                                                                     |
|                    | Londerzeel (gare)          | D    | Londerzeel               | 51° 00′ 32″ N, 4° 17′ 56″ E |         | Réseau de Bruxelles                                                                                      | En partie démoli, en service De Lijn.  |                                                                     |
| Fichier:Defaut.svg | Longueville                | S    | Longueville              | 50° 42′ 33″ N, 4° 44′ 37″ E |         | 313 | Hors service                           |                                                                     |
|                    | Maransart Aywiers          | S    | Lasne                    | 50° 40′ 10″ N, 4° 27′ 54″ E |         | Braine-l'Alleud - Wavre puis W Bruxelles - Braine-l'Alleud / Wavre                                       | hors service                           |                                                                     |
|                    | Nethen                     | Sp   | Nethen                   | 50° 47′ 03″ N, 4° 40′ 41″ E |         | 296 | Hors service.                          |                                                                     |
|                    | Nivelles                   | D    | Nivelles                 | 50° 36′ 33″ N, 4° 20′ 14″ E |         | Nivelles - Braine-l'Alleud / Virginal                                                                    | Hors service.                          |                                                                     |
|                    | Nodebais                   | S    | Nodebais                 | 50° 46′ 33″ N, 4° 44′ 36″ E |         | ● Bruxelles - Jodoigne / Tirlemont ● Louvain - Jodoigne / Tirlemont                                      | Hors service.                          |                                                                     |
|                    | Opprebais Sart-Risbart     | DS   | Opprebais (Sart-Risbart) | 50° 40′ 44″ N, 4° 45′ 29″ E |         | ● Chastre - Dongelberg ● Opprebais - Gembloux                                                            | Hors service.                          |                                                                     |
|                    | Overhespen                 | S    | Overhespen               | 50° 48′ 06″ N, 5° 02′ 43″ E |         | 315 | Hors service.                          |                                                                     |
|                    | Overijse                   | DS   | Overijse                 | 50° 46′ 13″ N, 4° 32′ 01″ E | 55      | 293 | Hors service.                          |                                                                     |
| Fichier:Defaut.svg | Roux-Miroir                | S    | Incourt (Roux-Miroir)    | 50° 42′ 28″ N, 4° 47′ 27″ E |         | | Hors service                           |                                                                     |
|                    | Schepdael                  | D    | Schepdael                | 50° 50′ 19″ N, 4° 11′ 43″ E |         | Réseau de Bruxelles                                                                                      | Musée du tram                          |                                                                     |
|                    | Tielt-Winge                | D    | Tielt-Winge              | 50° 55′ 16″ N, 4° 54′ 44″ E |         | - Louvain - Haacht - Tirlemont                                                                           | Démoli*.                               | * L'emprise sert toujours de dépôt.                                 |
|                    | Tirlemont (gare)           | D    | Tirlemont                | 50° 48′ 31″ N, 4° 55′ 23″ E |         | ● Bruxelles - Jodoigne / Tirlemont ● Louvain - Jodoigne / Tirlemont ● Saint-Trond - Jodoigne / Tirlemont | Hors service.                          |                                                                     |
|                    | Tremelo                    | D    | Tremelo                  | 50° 59′ 43″ N, 4° 42′ 27″ E |         | 276 | En service De Lijn.                    |                                                                     |
|                    | Uccle Vivier d'Oie         | D    | Uccle (Vivier d'Oie)     | 50° 47′ 38″ N, 4° 22′ 27″ E |         | Réseau de Bruxelles                                                                                      | Hors service.                          |                                                                     |
|                    | Virginal                   | D    | Virginal-Samme           | 50° 38′ 34″ N, 4° 13′ 32″ E |         | Nivelles - Braine-l'Alleud / Virginal                                                                    | Hors service.                          |                                                                     |
|                    | Vossem                     | S    | Vossem                   | 50° 50′ 21″ N, 4° 33′ 14″ E |         | ● B Bruxelles - Louvain ● Bruxelles - Jodoigne / Tirlemont ● Louvain - Tervuren                          | Démolie                                |                                                                     |
|                    | Waterloo                   | D    | Waterloo                 | 50° 40′ 59″ N, 4° 24′ 42″ E |         | Réseau de Bruxelles                                                                                      | Démolie.                               |                                                                     |
|                    | Weert-Saint-Georges (gare) | D    | Weert-Saint-Georges      | 50° 47′ 55″ N, 4° 39′ 02″ E |         | 296 | Hors service.                          |                                                                     |
|                    | Wemmel                     | DS   | Wemmel                   | 50° 54′ 30″ N, 4° 18′ 26″ E |         | Réseau de Bruxelles                                                                                      | Démoli.                                |                                                                     |
|                    | Wolvertem                  | S    | Wolvertem                | 50° 56′ 59″ N, 4° 18′ 43″ E |         | Réseau de Bruxelles                                                                                      | Hors service.                          |                                                                     |
|                    | Zichem (gare)              | D    | Zichem                   | 51° 00′ 24″ N, 4° 59′ 17″ E |         | | Hors service.                          |                                                                     |

## Flandre-Occidentale
Nom : (gare) : quand le dépôt ou la station est accolé ou proche d'une gare.
Type : D : dépôt , S : station , Sf : si la station sert de gare douanière à la frontière , Sp : si la station est établie dans un bâtiment privé le plus souvent un café ou plus rarement une habitation privée.
| Illustration | Nom                           | Type | Commune            | Localisation                | Capital | Ligne ou groupe                    | État                               | Remarques |
| ------------ | ----------------------------- | ---- | ------------------ | --------------------------- | ------- | ---------------------------------- | ---------------------------------- | --------- |
|              | Assebroek                     | D    | Assebroek          | 51° 12′ 08″ N, 3° 14′ 50″ E |         | Zwevezele                          |                                    |           |
|              | Beveren-sur-l'Yser            | D    | Beveren-sur-l'Yser | 50° 55′ 35″ N, 2° 37′ 13″ E | 115     | Dixmude                            | Désaffecté.                        |           |
|              | Courtrai                      | D    | Courtrai           | 50° 50′ 01″ N, 3° 15′ 19″ E |         | Courtrai                           | Hors service, en partie détruit.   |           |
|              | Courtrai Doorniksewijk (gare) | S    | Courtrai           | 50° 49′ 23″ N, 3° 16′ 07″ E | 85      | Courtrai                           | Hors service.                      |           |
|              | Dixmude (gare)                | D    | Dixmude            | 51° 02′ 04″ N, 2° 52′ 14″ E |         | Dixmude                            | En service De Lijn.                |           |
|              | Furnes (gare)                 | D    | Furnes             | 51° 04′ 22″ N, 2° 40′ 30″ E | 2       | 7, 9, 20, 348, 353, 360            | Hors service.                      |           |
|              | Geluwe                        | DS   | Geluwe             | 50° 48′ 36″ N, 3° 04′ 19″ E |         | Courtrai                           | En service De Lijn.                |           |
|              | Knokke (gare)                 | D    | Knokke             | 51° 20′ 31″ N, 3° 16′ 53″ E |         | Côte                               | En service De Lijn.                |           |
|              | Koekelare                     | D    | Koekelare          | 51° 05′ 32″ N, 2° 58′ 24″ E | 137     | Zwevezele                          | Hors service.                      |           |
|              | La Panne                      | D    | La Panne           | 51° 05′ 45″ N, 2° 35′ 04″ E | 115     | 2, 20, 21                          | Hors service, utilisé par le TTO.  |           |
|              | Le Coq                        | S    | Le Coq             | 51° 16′ 22″ N, 3° 01′ 59″ E |         | Côte                               | En service De Lijn.                |           |
|              | Leke                          | DS   | Leke               | 51° 06′ 02″ N, 2° 53′ 37″ E | 132     | Dixmude                            | Hors service.                      |           |
|              | Mariakerke Bad                | S    | Mariakerke         | 51° 13′ 01″ N, 2° 52′ 49″ E |         |                                    | Hors service.                      |           |
|              | Mouscron (gare)               | D    | Mouscron           | 50° 44′ 10″ N, 3° 13′ 16″ E |         | Courtrai                           | En partie détruit, en service TEC. |           |
|              | Ostende                       | D    | Ostende            | 51° 13′ 16″ N, 2° 54′ 02″ E |         | - Ligne de la côte (ex. 1-2) - 348 | En service De Lijn.                |           |
|              | Poperinge (gare)              | D    | Poperinge          | 50° 51′ 16″ N, 2° 44′ 33″ E | 115     | Dixmude                            | Hors service.                      |           |
|              | Rollegem                      | Sp   | Rollegem           | 50° 45′ 57″ N, 3° 15′ 48″ E |         | Courtrai                           | hors service                       |           |
|              | Rollegem Tombrouck            | Sp   | Rollegem           | 50° 45′ 14″ N, 3° 15′ 58″ E |         | Courtrai                           | hors service                       |           |
|              | Roulers                       | D    | Roulers            | 50° 56′ 59″ N, 3° 08′ 06″ E |         |                                    | En partie démoli, hors service.    |           |
|              | Tielt (gare)                  | D    | Tielt              | 50° 59′ 21″ N, 3° 19′ 33″ E |         |                                    | Hors service.                      |           |
|              | Warneton                      | D    | Warneton           | 50° 48′ 43″ N, 3° 11′ 01″ E |         | Dixmude                            | Hors service.                      |           |
|              | Wevelgem (gare)               | D    | Wevelgem           | 50° 48′ 43″ N, 3° 11′ 01″ E |         | 330                                | Hors service.                      |           |
|              | Ypres                         | D    | Ypres              | 50° 51′ 15″ N, 2° 52′ 26″ E |         | Dixmude                            | En service De Lijn.                |           |

## Flandre-Orientale
Nom : (gare) : quand le dépôt ou la station est accolé ou proche d'une gare.
Type : D : dépôt , S : station , Sf : si la station sert de gare douanière à la frontière , Sp : si la station est établie dans un bâtiment privé le plus souvent un café ou plus rarement une habitation privée.
| Illustration | Nom                 | Type | Commune             | Localisation                | Capital | Ligne ou groupe                                                  | État                             | Remarques |
| ------------ | ------------------- | ---- | ------------------- | --------------------------- | ------- | ---------------------------------------------------------------- | -------------------------------- | --------- |
|              | Audenarde (gare)    | D    | Audenarde           | 50° 51′ 13″ N, 3° 36′ 19″ E |         | 370A                                                             | Hors service.                    |           |
|              | Bassevelde (gare)   | D    | Bassevelde          | 51° 13′ 59″ N, 3° 40′ 30″ E |         | Gand                                                             | En partie détruit, hors service. |           |
|              | Berchem             | D    | Berchem             | 50° 47′ 27″ N, 3° 30′ 56″ E | 166     | Ligne de tramway 371 Deerlijk Station - Berchem Station-Étatl371 | Hors service.                    |           |
|              | Destelbergen        | D    | Destelbergen        | 51° 03′ 13″ N, 3° 45′ 54″ E |         | Gand                                                             | En service De Lijn.              |           |
|              | Hamme (gare)        | DS   | Hamme               | 51° 05′ 37″ N, 4° 07′ 52″ E |         | Gand : 387, H.                                                   | Démoli.                          |           |
|              | Hautem-Saint-Liévin | D    | Hautem-Saint-Liévin | 50° 55′ 34″ N, 3° 50′ 56″ E |         | - Gand ; - 383                                                   | Hors service.                    |           |
|              | Heirnis             | D    | Gand                |                             |         | Gand                                                             |                                  |           |
|              | Herzele             | DS   | Herzele             | 50° 52′ 58″ N, 3° 53′ 28″ E |         | Gand                                                             | Hors service.                    |           |
|              | Kalken              | D    | Kalken              | 51° 01′ 52″ N, 3° 54′ 29″ E |         | - Gand ; - 378                                                   | Démoli.                          |           |
|              | Lochristi           | D    | Lochristi           | 51° 06′ 01″ N, 3° 50′ 47″ E |         | Gand                                                             | Hors service.                    |           |
|              | Mariakerke          | D    | Mariakerke          | 51° 04′ 17″ N, 3° 41′ 31″ E |         | Gand                                                             | En partie détruit.               |           |
|              | Merelbeke           | D    | Merelbeke           | 50° 59′ 44″ N, 3° 44′ 50″ E |         | Gand                                                             | Hors service.                    |           |
|              | Middelburg          | Sf   | Middelburg          | 51° 15′ 16″ N, 3° 24′ 50″ E | 119     | Bruges : 341                                                     | Démolie                          |           |
|              | Nevele              | D    | Nevele              | 51° 02′ 00″ N, 3° 32′ 39″ E |         | Gand                                                             | En service De Lijn.              |           |
|              | Ninove              | D    | Ninove              | 50° 49′ 44″ N, 4° 02′ 10″ E |         | Réseau de Bruxelles                                              | En service De Lijn.              |           |
|              | Oordegem            | DS   | Oordegem            | 50° 57′ 28″ N, 3° 53′ 52″ E | 102     | - 385 ; - 383                                                    | Hors service. Vendu.             |           |
|              | Rupelmonde          | DS   | Rupelmonde          | 51° 07′ 50″ N, 4° 17′ 07″ E |         | H                                                                | Hors service.                    |           |
|              | Ursel               | D    | Ursel               | 51° 02′ 00″ N, 3° 32′ 39″ E |         | - Gand ; - 344                                                   | Détruit.                         |           |
|              | Zomergem            | D    | Zomergem            | 51° 07′ 13″ N, 3° 34′ 05″ E |         | Gand                                                             | Détruit.                         |           |
|              | Zottegem            | D    | Zottegem            | 50° 52′ 24″ N, 3° 49′ 05″ E |         | 383                                                              | En partie détruit, hors service. |           |

## Hainaut
Nom : (gare) : quand le dépôt ou la station est accolé ou proche d'une gare.
Type : D : dépôt , S : station , Sf : si la station sert de gare douanière à la frontière , Sp : si la station est établie dans un bâtiment privé le plus souvent un café ou plus rarement une habitation privée.
| Illustration | Nom                        | Type | Commune                 | Localisation                | Capital    | Ligne ou groupe         | État                                                    | Remarques |
| ------------ | -------------------------- | ---- | ----------------------- | --------------------------- | ---------- | ----------------------- | ------------------------------------------------------- | --------- |
|              | Anderlues                  | D    | Anderlues               | 50° 24′ 04″ N, 4° 16′ 59″ E |            | Charleroi, Centre       | En service TEC.                                         |           |
|              | Boussu (gare)              | D    | Boussu                  | 50° 26′ 13″ N, 3° 47′ 58″ E |            | Mons-Borinage           | Désaffectée.                                            |           |
|              | Casteau                    | D    | Casteau                 | 50° 31′ 03″ N, 4° 01′ 01″ E |            | Mons-Borinage           | Patrimoine Bus & Car, en service TEC.                   |           |
|              | Charleroi                  | D    | Charleroi               | 50° 24′ 29″ N, 4° 26′ 08″ E |            | Charleroi               | Détruit.                                                |           |
|              | Châtelet                   | D    | Châtelet                | 50° 24′ 09″ N, 4° 31′ 50″ E |            | Charleroi               | Désaffectée.                                            |           |
|              | Enghien                    | DS   | Enghien                 | 50° 41′ 49″ N, 4° 02′ 17″ E |            | - Bruxelles : 291 - 15C | Désaffectée.                                            |           |
|              | Erquennes                  | D    | Erquennes               | 50° 21′ 23″ N, 3° 47′ 02″ E |            | Mons-Borinage           | Désaffectée.                                            |           |
|              | Eugies                     | D    | Eugies                  | 50° 23′ 40″ N, 3° 52′ 25″ E |            | Mons-Borinage           | En service TEC.                                         |           |
|              | Flobecq (gare)             | D    | Flobecq                 | 50° 44′ 13″ N, 3° 44′ 50″ E | 99 puis 95 | Tournai                 | Hors service.                                           |           |
|              | Forges                     | D    | Forges                  | 50° 01′ 20″ N, 4° 19′ 27″ E |            | 453A                    | Hors service.                                           |           |
|              | Frasnes-lez-Anvaing (gare) | D    | Frasnes-lez-Anvaing     | 50° 39′ 47″ N, 3° 36′ 57″ E | 95         | Tournai                 | Hors service.                                           |           |
|              | Gosselies                  | D    | Gosselies               | 50° 28′ 34″ N, 4° 26′ 22″ E |            | - Charleroi - 324       | En partie détruit, en service métro léger de Charleroi. |           |
|              | Graty                      | D    | Graty                   | 50° 37′ 57″ N, 3° 59′ 40″ E |            | 15C                     | Désaffectée.                                            |           |
|              | Hautrage                   | S    | Hautrage                | 50° 29′ 44″ N, 3° 45′ 13″ E |            | Mons-Borinage           | Désaffectée.                                            |           |
|              | Jumet                      | D    | Jumet                   | 50° 27′ 05″ N, 4° 26′ 12″ E |            | Charleroi               | En service TEC.                                         |           |
|              | Kain l'Alouette            | Sp   | Kain                    | 50° 38′ 26″ N, 3° 23′ 57″ E | 95         | Tournai                 | Hors service.                                           |           |
|              | La Louvière                | D    | La Louvière             | 50° 28′ 43″ N, 4° 10′ 18″ E |            | Centre                  | En service TEC.                                         |           |
|              | Lahamaide                  | Sp   | Lahamaide               | 50° 41′ 39″ N, 3° 43′ 11″ E |            | Tournai                 | Désaffectée.                                            |           |
|              | Mainvault                  | DSp  | Mainvault               | 50° 38′ 53″ N, 3° 42′ 54″ E | 95, 162    | Tournai                 | Hors service.                                           |           |
|              | Mons                       | D    | Mons                    | 50° 27′ 36″ N, 3° 56′ 25″ E |            | Mons-Borinage           | En service TEC.                                         |           |
|              | Nalinnes                   | D    | Nalinnes                | 50° 19′ 37″ N, 4° 26′ 32″ E |            | Charleroi               | Dépôt en service TEC.                                   |           |
|              | Néchin La Festingue        | Sf   | Néchin                  | 50° 39′ 26″ N, 3° 14′ 30″ E | 95         | Tournai                 | Hors service.                                           |           |
|              | Neufvilles                 | D    | Neufvilles              | 50° 32′ 43″ N, 4° 00′ 47″ E |            |                         |                                                         |           |
|              | Pecq (gare)                | D    | Pecq                    | 50° 41′ 08″ N, 3° 21′ 39″ E | 151        | Courtrai, Tournai       | Hors service en partie détruit.                         |           |
|              | Quaregnon                  | D    | Quaregnon               | 50° 26′ 35″ N, 3° 52′ 18″ E |            | Mons-Borinage           | Désaffectée.                                            |           |
|              | Quevaucamps                | D    | Quevaucamps             | 50° 31′ 17″ N, 3° 41′ 14″ E | 162        | Tournai                 | Désaffectée.                                            |           |
|              | Quévy                      | D    | Quévy                   | 50° 22′ 18″ N, 3° 58′ 06″ E |            | Mons-Borinage           | Désaffectée.                                            |           |
|              | Quiévrain (gare)           | D    | Quiévrain               | 50° 24′ 36″ N, 3° 41′ 16″ E | 35         | Mons-Borinage           | Hors service, en partie détruit.                        |           |
|              | Roisin                     | DS   | Roisin                  | 50° 19′ 48″ N, 3° 41′ 13″ E | 35         | Mons-Borinage           | En service TEC.                                         |           |
|              | Saint-Ghislain             | D    | Saint-Ghislain          | 50° 27′ 13″ N, 3° 48′ 37″ E |            | Mons-Borinage           | Désaffectée.                                            |           |
|              | Soignies                   | D    | Soignies                | 50° 34′ 25″ N, 4° 03′ 56″ E |            | 15C                     | Désaffectée.                                            |           |
|              | Solre-sur-Sambre           | D    | Solre-sur-Sambre        | 50° 18′ 54″ N, 4° 09′ 34″ E |            | 450                     | En service TEC.                                         |           |
|              | Thuillies (gare)           | DS   | Thuillies               | 50° 18′ 09″ N, 4° 19′ 49″ E |            | Charleroi               | Hors service, en partie détruit.                        |           |
|              | Tournai                    | D    | Tournai                 | 50° 36′ 54″ N, 3° 22′ 59″ E | 95         | Tournai                 | En service TEC.                                         |           |
|              | Trazegnies                 | D    | Trazegnies              | 50° 27′ 21″ N, 4° 20′ 25″ E |            | Centre, Charleroi       | Désaffectée.                                            |           |
|              | Trivières                  | D    | Trivières               | 50° 26′ 57″ N, 4° 09′ 04″ E |            | Centre                  | Désaffectée.                                            |           |
|              | Wasmes-Audemez-Briffœil    | D    | Wasmes-Audemez-Briffœil | 50° 33′ 17″ N, 3° 31′ 58″ E | 95         | Tournai                 | Hors service.                                           |           |

## Liège
Nom : (gare) : quand le dépôt ou la station est accolé ou proche d'une gare.
Type : D : dépôt , S : station , Sf : si la station sert de gare douanière à la frontière , Sp : si la station est établie dans un bâtiment privé le plus souvent un café ou plus rarement une habitation privée.
| Illustration | Nom               | Type | Commune              | Localisation                | Capital | Ligne ou groupe                   | État                             | Remarques |
| ------------ | ----------------- | ---- | -------------------- | --------------------------- | ------- | --------------------------------- | -------------------------------- | --------- |
|              | Bassenge (gare)   | DS   | Bassenge             | 50° 45′ 38″ N, 5° 37′ 04″ E |         | Liège                             | Dépôt en service TEC.            |           |
|              | Bressoux (gare)   | D    | Bressoux             | 50° 38′ 39″ N, 5° 36′ 31″ E |         | Liège dont 60, 466A et 466B.      | Hors service.                    |           |
|              | Burdinne          | DS   | Burdinne             | 50° 34′ 46″ N, 5° 04′ 00″ E |         | 530A, 572A, 572B                  | Hors service. Réserve du TTA?    |           |
|              | Clavier (gare)    | D    | Clavier              | 50° 25′ 41″ N, 5° 19′ 21″ E |         | 456, 457                          | Détruit.                         |           |
|              | Comblain-au-Pont  | D    | Comblain-au-Pont     | 50° 28′ 32″ N, 5° 34′ 55″ E |         | 457                               | Hors service.                    |           |
|              | Envoz             | SD   | Héron (Envoz)        | 50° 32′ 25″ N, 5° 09′ 49″ E |         | 530A, 530B                        | Hors service.                    |           |
|              | Eupen             | D    | Eupen                | 50° 38′ 04″ N, 6° 01′ 30″ E |         | Eupen                             | En service TEC.                  |           |
|              | Eupen Ville Basse | S    | Eupen                | 50° 37′ 18″ N, 6° 01′ 47″ E |         | Dolhain - Eupen                   | Désaffectée.                     |           |
|              | Eynatten          | D    | Eynatten             | 50° 41′ 23″ N, 6° 04′ 53″ E |         | Eupen                             | Désaffectée.                     |           |
|              | Hannut (gare)     | D    | Hannut               | 50° 40′ 16″ N, 5° 05′ 17″ E |         | 460A                              | Désaffectée.                     |           |
|              | Goé               | D    | Goé                  | 50° 36′ 17″ N, 5° 57′ 57″ E |         | Dolhain - Eupen                   | Désaffectée.                     |           |
|              | Gomzé-Andoumont   | G    | Gomzé-Andoumont      | 50° 32′ 39″ N, 5° 41′ 28″ E |         | 458                               | Hors service.                    |           |
|              | Jemeppe (gare)    | S    | Jemeppe-sur-Meuse    | 50° 37′ 04″ N, 5° 29′ 56″ E |         | Liège (460D), 460A                | Désaffectée.                     |           |
|              | Liège Passerelle  | S    | Liège                | 50° 38′ 27″ N, 5° 34′ 44″ E |         | Liège : 466A.                     | Démolie.                         |           |
|              | Lierneux          | D    | Lierneux             | 50° 17′ 10″ N, 5° 47′ 44″ E |         | 499                               | Hors service. Gîte rural.        |           |
|              | Meeffe            | S    | Meeffe               | 50° 36′ 36″ N, 5° 01′ 09″ E |         |                                   | Désaffectée.                     |           |
|              | Membach           | Sf   | Membach              | 50° 36′ 40″ N, 6° 00′ 05″ E |         | Dolhain - Eupen                   | Démolie.                         |           |
|              | Mons-lez-Liège    | S    | Mons-lez-Liège       | 50° 37′ 29″ N, 5° 26′ 55″ E |         | Liège (460D), 460A                | Désaffectée.                     |           |
|              | Omal              | D    | Omal                 | 50° 39′ 07″ N, 5° 21′ 05″ E |         | 460A, 470                         | En service TEC.                  |           |
|              | Oreye             | DS   | Oreye                | 50° 43′ 43″ N, 5° 21′ 05″ E | 53      | 476                               | En service TEC.                  |           |
|              | Poulseur (gare)   | D    | Poulseur             | 50° 30′ 37″ N, 5° 34′ 48″ E |         | 458                               | Hors service.                    |           |
|              | Rocourt           | D    | Rocourt (Liège)      | 50° 40′ 05″ N, 5° 33′ 15″ E | 87      | 50, 467/1, 476                    | En service TEC.                  |           |
|              | Saint-Gilles      | D    | Liège (Saint-Gilles) | 50° 38′ 03″ N, 5° 32′ 48″ E | 90      | 476                               | En partie détruit, hors service. |           |
|              | Sprimont          | S    | Sprimont             | 50° 30′ 26″ N, 5° 39′ 39″ E |         | 458                               | Détruit.                         |           |
|              | Tiège             | D    | Tiège                | 50° 30′ 31″ N, 5° 53′ 32″ E |         | 578                               | Hors service, en partie démoli.  |           |
|              | Trooz (gare)      | D    | Trooz                | 50° 34′ 31″ N, 5° 41′ 05″ E |         | 458                               | En partie détruit, hors service. |           |
|              | Val-Saint-Lambert | D    | Val-Saint-Lambert    |                             |         | 456                               | Détruit.                         |           |
|              | Verlaine          | DS   | Verlaine             | 50° 36′ 13″ N, 5° 19′ 25″ E |         | Liège (460D), 459, 460A, et 460C. | En service TEC.                  |           |
|              | Vinalmont         | Sp   | Wanze (Vinalmont)    | 50° 33′ 49″ N, 5° 14′ 04″ E |         | 470, 572B                         | Hors service.                    |           |
|              | Wanze             | D    | Wanze                | 50° 32′ 10″ N, 5° 13′ 11″ E |         | 470                               | En service TEC.                  |           |
|              | Warzée            | D    | Warzée               | 50° 26′ 55″ N, 5° 25′ 12″ E |         | 457, 468                          | En service TEC.                  |           |
|              | Wihogne           | D    | Wihogne              | 50° 43′ 57″ N, 5° 30′ 33″ E | 87      | 467/1                             | Hors service.                    |           |

## Limbourg
Nom : (gare) : quand le dépôt ou la station est accolé ou proche d'une gare.
Type : D : dépôt , S : station , Sf : si la station sert de gare douanière à la frontière , Sp : si la station est établie dans un bâtiment privé le plus souvent un café ou plus rarement une habitation privée.
| Illustration | Nom                 | Type | Commune      | Localisation                | Capital | Ligne ou groupe | État                                   | Remarques |
| ------------ | ------------------- | ---- | ------------ | --------------------------- | ------- | --------------- | -------------------------------------- | --------- |
|              | Hasselt             | D    | Hasselt      | 50° 56′ 01″ N, 5° 19′ 15″ E |         |                 | En partie détruit, en service De Lijn. |           |
|              | Coursel             | D    | Coursel      | 51° 03′ 26″ N, 5° 15′ 51″ E |         |                 | Hors service.                          |           |
|              | Lanaken Tournebride | D    | Lanaken      | 50° 54′ 01″ N, 5° 40′ 42″ E |         |                 |                                        |           |
|              | Molenbeersel        | D    | Molenbeersel | 51° 10′ 18″ N, 5° 44′ 12″ E |         |                 | Hors service.                          |           |
|              | Riemst              | S    | Riemst       |                             |         |                 | Démolie.                               |           |
|              | Russon              | S    | Russon       | 50° 45′ 19″ N, 5° 27′ 21″ E | 69      | 480             | Hors service.                          |           |
|              | Tongres             | D    | Tongres      | 50° 47′ 03″ N, 5° 28′ 05″ E | 68, 69  | 467A, 480       | Démoli.                                |           |

## Luxembourg
Nom : (gare) : quand le dépôt ou la station est accolé ou proche d'une gare.
Type : D : dépôt , S : station , Sf : si la station sert de gare douanière à la frontière , Sp : si la station est établie dans un bâtiment privé le plus souvent un café ou plus rarement une habitation privée.
| Illustration | Nom                  | Type | Commune              | Localisation                | Capital | Ligne ou groupe          | État                              | Remarques |
| ------------ | -------------------- | ---- | -------------------- | --------------------------- | ------- | ------------------------ | --------------------------------- | --------- |
|              | Amberloup            | D    | Amberloup            | 50° 01′ 50″ N, 5° 31′ 47″ E |         | Arlon : 516A             | En service TEC.                   |           |
|              | Arlon                | D    | Arlon                | 49° 41′ 26″ N, 5° 48′ 34″ E |         | Arlon : 502, 517         | En service TEC.                   |           |
|              | Baconfoy             | D    | Baconfoy             | 50° 04′ 57″ N, 5° 31′ 58″ E |         | Arlon : 516A             | Hors service.                     |           |
|              | Bastogne (gare)      | DS   | Bastogne             | 49° 59′ 53″ N, 5° 42′ 27″ E |         | Arlon : 516A, 516B       | Hors service.                     |           |
|              | Bouillon             | DS   | Bouillon             | 49° 47′ 27″ N, 5° 04′ 06″ E | 34, 135 | Poix : 510A, 510C        | Hors service, en partie démoli.   |           |
|              | Champlon             | Sp   | Champlon             | 50° 06′ 29″ N, 5° 29′ 09″ E |         | Arlon : 516A             | Hors service.                     |           |
|              | Corbion              | DSf  | Corbion              | 49° 47′ 43″ N, 5° 00′ 30″ E | 135     | Poix : 510C              | Démolie.                          |           |
|              | Érezée               | S    | Érezée               | 50° 17′ 20″ N, 5° 32′ 53″ E | 134     | Melreux : 579A           | Démoli.                           |           |
|              | Étalle               | D    | Étalle               | 49° 40′ 20″ N, 5° 36′ 49″ E |         | 523                      | Hors service.                     |           |
|              | Ethe                 | D    | Ethe                 | 49° 34′ 55″ N, 5° 35′ 24″ E |         | Arlon : 502              | Hors service.                     |           |
|              | Florenville (gare)   | D    | Florenville          | 49° 42′ 23″ N, 5° 19′ 59″ E |         | 558                      | En service TEC.                   |           |
|              | Houffalize           | DS   | Houffalize           | 50° 07′ 45″ N, 5° 47′ 35″ E |         | 504                      | En service TEC.                   |           |
|              | La Roche-en-Ardenne  | DS   | La Roche-en-Ardenne  | 50° 11′ 11″ N, 5° 34′ 30″ E | 4       | Melreux : 500            | Hors service.                     |           |
|              | Maissin              | D    | Maissin              | 49° 57′ 48″ N, 5° 10′ 58″ E | 93      | Poix : 510B              | Hors service.                     |           |
|              | Manhay               | D    | Manhay               | 50° 17′ 37″ N, 5° 40′ 30″ E | 134     | Melreux : 579A, 579B     | En service TEC.                   |           |
|              | Marloie              | D    | Marloie              | 50° 12′ 18″ N, 5° 19′ 04″ E |         | Arlon : 516A             | En service TEC.                   |           |
|              | Martelange           | D    | Martelange           | 49° 50′ 01″ N, 5° 44′ 18″ E |         | Arlon : 516B, 517        | Démoli.                           |           |
|              | Melreux (gare)       | S    | Melreux              | 50° 17′ 02″ N, 5° 26′ 29″ E | 4       | Melreux : 500, 579A      | Hors service.                     |           |
|              | Paliseul (gare)      | S    | Paliseul             | 49° 53′ 43″ N, 5° 07′ 05″ E | 34, 93  | Poix : 510A, 510B        | Hors service.                     |           |
|              | Saint-Hubert         | DS   | Saint-Hubert         | 50° 01′ 36″ N, 5° 22′ 00″ E | 5       | Poix : 509               | Démoli.                           |           |
|              | Saint-Léger          | S    | Saint-Léger          | 49° 36′ 39″ N, 5° 39′ 33″ E |         | Arlon : 502              | Démoli.                           |           |
|              | Villers-devant-Orval | D    | Villers-devant-Orval | 49° 37′ 11″ N, 5° 20′ 26″ E |         | 523                      | Hors service.                     |           |
|              | Wellin               | DS   | Wellin               | 50° 04′ 52″ N, 5° 07′ 10″ E | 49, 112 | Wellin : 520, 521A, 521B | En partie démoli, en service TEC. |           |

## Namur
Nom : (gare) : quand le dépôt ou la station est accolé ou proche d'une gare.
Type : D : dépôt , S : station , Sf : si la station sert de gare douanière à la frontière , Sp : si la station est établie dans un bâtiment privé le plus souvent un café ou plus rarement une habitation privée.
| Illustration | Nom                  | Type | Commune               | Localisation                | Capital | Ligne ou groupe            | État            | Remarques                                                                                     |
| ------------ | -------------------- | ---- | --------------------- | --------------------------- | ------- | -------------------------- | --------------- | --------------------------------------------------------------------------------------------- |
|              | Alle-sur-Semois      | D    | Alle-sur-Semois       | 49° 50′ 10″ N, 4° 58′ 13″ E | 161     | 553                        | Hors service.   |                                                                                               |
|              | Andenne (gare)       | D    | Andenne (Seilles)     | 50° 29′ 50″ N, 5° 06′ 09″ E |         |                            | En service TEC. |                                                                                               |
|              | Bierwart (dépôt)     | D    | Fernelmont (Bierwart) | 50° 33′ 23″ N, 5° 02′ 12″ E |         | 525, 530A                  | Hors service.   |                                                                                               |
|              | Bierwart (gare)      | S    | Fernelmont (Bierwart) | 50° 33′ 17″ N, 5° 02′ 18″ E |         | 525, 530A                  | Hors service.   |                                                                                               |
|              | Bohan                | Sf   | Bohan                 | 49° 51′ 56″ N, 4° 52′ 55″ E | 161     | 553                        | Hors service.   |                                                                                               |
|              | Cul-des-Sarts        | D    | Cul-des-Sarts         | 49° 57′ 43″ N, 4° 27′ 27″ E |         | 453A                       | Hors service.   |                                                                                               |
|              | Forville             | D    | Forville              | 50° 34′ 24″ N, 5° 00′ 00″ E |         | 525                        | En service TEC. |                                                                                               |
|              | Fosses (gare)        | D    | Fosses-la-Ville       | 50° 23′ 26″ N, 4° 41′ 09″ E |         | 436                        | Hors service.   |                                                                                               |
|              | Han-sur-Lesse Tivoli | S    | Han-sur-Lesse         | 50° 06′ 54″ N, 5° 12′ 02″ E | 144     | Tramway des grottes de Han | Hors service.   |                                                                                               |
|              | Lesve                | D    | Lesve                 | 50° 22′ 36″ N, 4° 46′ 22″ E |         | Namur                      | Hors service.   |                                                                                               |
|              | Malonne              | D    | Malonne               | 50° 26′ 37″ N, 4° 47′ 36″ E |         | Namur                      | Hors service.   |                                                                                               |
|              | Mehaigne             | D    | Mehaigne              | 50° 35′ 42″ N, 4° 52′ 22″ E |         |                            | En service TEC. |                                                                                               |
|              | Morville             | D    | Morville              | 50° 14′ 07″ N, 4° 44′ 37″ E |         | 556                        | Hors service.   |                                                                                               |
|              | Ohey                 | D    | Ohey                  | 50° 25′ 47″ N, 5° 07′ 26″ E |         |                            | En service TEC. |                                                                                               |
|              | Oignies              | D    | Oignies-en-Thiérache  | 50° 01′ 18″ N, 4° 38′ 04″ E |         | 451                        | Hors service.   |                                                                                               |
|              | Petite-Chapelle      | Sf   | Petite-Chapelle       | 49° 57′ 00″ N, 4° 30′ 35″ E |         | 453B                       | Hors service.   |                                                                                               |
|              | Pussemange           | DSf  | Pussemange            | 49° 48′ 37″ N, 4° 52′ 15″ E | 135     | Poix : 510C                | Hors service.   | La gare et le dépôt sont distants de quelque 200 mètres du fait de la morphologie du terrain. |
|              | Salzinnes            | D    | Salzinnes             | 50° 27′ 12″ N, 4° 50′ 06″ E |         | Namur                      | En service TEC. |                                                                                               |
|              | Sorée                | D    | Sorée                 | 50° 23′ 56″ N, 5° 07′ 05″ E |         |                            | Hors service.   |                                                                                               |
|              | Vresse-sur-Semois    | S    | Vresse-sur-Semois     | 49° 52′ 21″ N, 4° 55′ 47″ E | 161     | 553                        | Démolie.        |                                                                                               |
|              | Warnant              | DSp  | Warnant               | 50° 19′ 05″ N, 4° 50′ 36″ E |         |                            | Hors service.   |                                                                                               |